# Per tutti i tempi. Sempre.
Per tutti i tempi. Sempre. (For all time. Always.) è il sesto e ultimo episodio della prima stagione della serie televisiva statunitense Loki, basato sulle pubblicazioni di Marvel Comics con il personaggio di Loki. Segue versioni alternative del personaggio mentre tentano di scoprire chi ha creato la misteriosa Time Variance Authority (TVA). L'episodio è ambientato nel Marvel Cinematic Universe (MCU), condividendo la continuità con i film del franchise. È stato scritto dai capo-sceneggiatori Michael Waldron ed Eric Martin e diretto da Kate Herron.
Tom Hiddleston riprende il suo ruolo di Loki della serie di film, mentre Sophia Di Martino interpreta una versione femminile del personaggio di nome Sylvie. Nel cast principale dell'episodio figurano anche Gugu Mbatha-Raw, Wunmi Mosaku, Eugene Cordero, Tara Strong, Jonathan Majors e Owen Wilson. Waldron è stato assunto nel febbraio 2019 come capo sceneggiatore della serie, mentre Herron si è unito ad agosto. L'episodio è stato girato presso i Pinewood Atlanta Studios, con delle riprese nell'area metropolitana di Atlanta.
Per tutti i tempi. Sempre. è stato distribuito su Disney+ il 14 luglio 2021. Ha ricevuto elogi, in particolar modo per l'introduzione di Colui che rimane, una versione alternativa di Kang il Conquistatore, così come l'interpretazione di Jonathan Majors del personaggio.

## Trama
Loki e Sylvie entrano nella Cittadella della fine del tempo dove vengono accolti da Miss Minutes, che informa loro di un'offerta da parte del suo padrone, "Colui che rimane", per riportarli alla Sacra Linea Temporale offrendogli sovranità su di essa e felicità. I due però rifiutano l’offerta. Al quartier generale della Time Variance Authority (TVA), la giudice Ravonna Renslayer riceve informazioni inviate da Colui che rimane tramite Miss Minutes. Mobius M. Mobius affronta Renslayer ed entrambi si accusano a vicenda di tradimento. Renslayer parte alla ricerca del "libero arbitrio" dopo aver impedito a Mobius di falciarla. Nel 2018 a Fremont, Ohio, Cacciatrice B-15 viene inseguito da altri Minutemen della TVA finché non rivela loro l'esistenza di una variante di Renslayer, una vice preside della scuola, per dimostrare che i dipendenti della TVA sono varianti.
Nel frattempo, Colui che rimane rivela a Loki e Sylvie di poter anticipare le loro mosse perché ha previsto tutto e li ha guidati affinché venissero da lui. In passato una sua variante del 31º secolo scoprì l'esistenza di universi alternativi e, in breve tempo, numerose versioni di sé stesso riuscirono a entrare in contatto l'uno con l'altro per scambiarsi le proprie conoscenze. Tuttavia, molte varianti si rivelarono ostili e diedero inizio a una catastrofica guerra multiversale nel tentativo di conquistare altri universi. Colui che rimane scoprì e controllò Alioth per mettere fine al conflitto, unendo tutte le linee temporali nella Sacra Linea Temporale e creando la TVA per prevenire ulteriori ramificazioni. Essendosi stancato di supervisionare tutto dopo eoni, ha deciso di cercare qualcuno che potesse sostituirlo, ovvero Sylvie e Loki. Offre quindi loro due alternative: ucciderlo per liberare la Sacra Linea Temporale, rischiando però un'altra guerra multiversale scatenata dalle sue varianti che potrebbe porre fine a tutto, oppure prendere il suo posto nella gestione della TVA e della Sacra Linea Temporale.
L'operato di Mobius e B-15 fa sì che la TVA smetta di falciare ramificazioni e la Sacra Linea Temporale inizia a dividersi. Colui che rimane realizza di non poter più anticipare il futuro e si separa dal TemPad programmato, così da non poter più proteggersi da eventuali attacchi. Tra Loki e Sylvie nasce una discussione, in quanto Sylvie non crede agli avvertimenti di Colui che rimane e vuole ucciderlo per vendicarsi, mentre Loki è preoccupato alla prospettiva della guerra. Sylvie accusa Loki di voler solo prendere il posto di Colui che rimane per ottenere un trono e i due combattono quando Loki cerca di proteggere Colui che rimane. Loki proclama di voler solo che lei stia bene e Sylvie lo bacia, per poi rimandare Loki alla TVA e uccidere Colui che rimane. Quest'ultimo, prima di morire, la informa che "si rivedranno presto", mentre il multiverso si espande definitivamente. 
Dopo l'affranto iniziale, Loki si fa forza e corre ad avvertire B-15 e Mobius dell'imminente minaccia delle varianti di Colui che rimane, ma i due non lo riconoscono. Loki si accorge che, al posto delle statue dei Custodi Temporali che solitamente svettano alla TVA, ora ce n'è una ritraente Colui che rimane.

## Produzione

### Sviluppo
Nel settembre 2018, i Marvel Studios hanno iniziato a sviluppare una serie limitata con protagonista il Loki di Tom Hiddleston dai film Marvel Cinematic Universe (MCU). Loki è stato confermato in fase di sviluppo dal CEO della Disney Bob Iger a novembre. Kate Herron è stata assunta per dirigere la serie nell'agosto 2019. Herron e lo sceneggiatore Michael Waldron sono produttori esecutivi insieme a Hiddleston, Kevin Feige, Louis D'Esposito, Victoria Alonso e Stephen Broussard. Il sesto episodio, intitolato Per tutti i tempi. Sempre.,  è stato scritto da Waldron ed Eric Martin. La scena dei titoli di coda dell'episodio ha confermato il rinnovo della serie per una seconda stagione. Waldron è stato lieto del fatto che la presenza di Majors non fosse trapelata in anticipo; nonostante molti fan avessero ipotizzato che Kang sarebbe apparso in una scena post-credit, non si aspettavano che sarebbe stato una parte tanto importante dell'episodio.

### Sceneggiatura
Waldron ha definito Miss Minutes "davvero spaventosa" riguardo alla sua trasformazione malvagia nell'episodio, nonostante il suo precedente modo di parlare "canticchiante e in un certo senso non minaccioso". Herron la descrisse come un "diavolo sulla spalla" per Loki e Sylvie; originariamente aveva previsto una scena di scontro tra Miss Minutes e la coppia nella Cittadella alla Fine dei Tempi. L'interruzione della produzione ha permesso ai creatori di riesaminare il ruolo di Miss Minutes nell'episodio, realizzando una relazione più profonda e "protettiva" tra lei e Colui che rimane di quanto inizialmente concepito. Tara Strong voleva "interpretarla arrabbiata dopo averla inizialmente mostrata carina e cauta, lasciando poi che le sue vere emozioni venissero allo scoperto", e si è divertita a "interpretarla a questo livello successivo alla sua massima capacità".
Si scopre che Colui che rimane è "l'uomo dietro le quinte" della Time Variance Authority (TVA), interpretato da Jonathan Majors; quest'ultimo apparirà successivamente nel film Ant-Man and the Wasp: Quantumania (2023) nei panni di Kang il Conquistatore, una variante di Colui che rimane. Colui che rimane è un personaggio inesistente nei fumetti, ma si ispira parzialmente a Immortus (un'incarnazione di Kang che appare nella post-credit di Quantumania). Era previsto fin dall'inizio di introdurre Kang nella serie, poiché Waldron riteneva che si adattasse a una storia coinvolgente i viaggi nel tempo e il multiverso in quanto Kang è un avversario multiversale che viaggia nel tempo, quindi è stato pensato per diventare il "prossimo grande cattivo della saga". Nello scrivere il personaggio, Waldron sperava di accennare a "quel terrificante male interiore", pur descrivendo le altre sue varianti come più malvagie di lui. Herron definì Colui che rimane come l'elemento che unisce la serie, rappresentando il tema dello show in quanto dimostra che "nessuno è completamente buono o completamente cattivo". La solitudine di Colui che rimane ha riflesso l'esperienza di isolamento di Herron durante il lockdown per la pandemia COVID-19. Quando Ravonna Renslayer scopre che la TVA è una menzogna e che tutti gli agenti sono varianti, decide di voler rimanere al potere e reagisce con rabbia invece di mettere in discussione lo scopo della sua esistenza come fatto da Mobius. L'attrice Gugu Mbatha-Raw disse che Renslayer vuole vendicarsi con chiunque abbia messo su tale facciata e Waldron ha aggiunto che il suo nuovo scopo è trovare il responsabile che le ha "gettato la lana negli occhi".
Il discorso di Loki durante l'incontro suo e di Sylvie con Colui che rimane è stato elaborato e supervisionato da Herron, Martin, Hiddleston e Di Martino fino alle riprese, poiché Herron voleva "farlo bene". Herron sentiva che la frase "Voglio solo che tu stia bene" fosse "fondamentale" per il discorso di Loki, perché esprime il dolore del personaggio e mostra quanto si sia "evoluto... [è] andato oltre il suo dolore e la sua rabbia, e lui non vuole che lo stesso accada a lei". Sophia Di Martino credeva che far sentire Sylvie da Loki che voleva che stesse bene fosse "una cosa molto bella" considerando quanto è danneggiata, aggiungendo: "Le spezza un po' il cuore perché anche lei vuole stare bene. Il fatto che qualcun altro lo riconosca e la veda in quel modo è molto potente". Discutendo la decisione di Sylvie di uccidere Colui che rimane e tradire Loki, Di Martino notò che in quel momento Sylvie crede che ucciderlo "la farà sentire meglio", e quel sentimento, che è alimentato dalla rabbia accumulata fin dalla sua infanzia, "è più forte di qualsiasi sentimento provi per Loki". Herron ha paragonato la situazione di Sylvie in quella scena alla caratterizzazione di Loki in Thor (2011), con Sylvie "guidata dalla vendetta, dal dolore e dalla rabbia" e con Loki che comprende i suoi sentimenti grazie alla sua stessa esperienza. Herron sentiva che sebbene il tradimento di Sylvie fosse "un orribile addio, [...] i sentimenti erano reali" nel loro confronto finale. Di Martino ha aggiunto che, nonostante abbia ucciso Colui che rimane, Sylvie rimane insoddisfatta senza ottenere "il sollievo che stava aspettando da tutta la vita".
Il finale dell'episodio è stato sviluppato durante la pausa della produzione a causa del lockdown dovuto alla pandemia COVID-19 e presentava diverse versioni; quella definitiva vede la Sacra Linea Temporale diramarsi e Loki finire in una TVA alternativa, con una statua di Kang al posto di quella dei Custodi Temporali. Waldron ritenne che il finale su cui si fossero accordati fosse giusto per chiudere "un capitolo della storia", fornendo "un'emozionante energia propulsiva a qualunque cosa accadrà dopo". Una volta confermata la seconda stagione, sono stati aggiunti degli elementi al finale per renderlo un cliffhanger. Herron aggiunse che si era sempre saputo che la stagione sarebbe finita con la nascita del multiverso e ritenne che fosse importante mostrare che Loki "ha ancora un conflitto nel suo cuore", nella scena in cui si affligge al Time Theater dopo essere stato tradito da Sylvie. Hiddleston spiegò che la confusione di Loki in quel momento, elaborando il tradimento di Sylvie dopo aver "fatto una scelta coraggiosa", era "senza precedenti e lo ha distrutto emotivamente". La battuta finale dell'episodio, con Mobius che chiede a Loki chi sia, richiama la medesima domanda fatta a Loki all'inizio della serie ed è "la domanda rappresentativa dell'intera prima stagione".
Herron ha aggiunto che una scena a metà dei titoli di coda per l'episodio non è mai stata presa in considerazione poiché i creatori "hanno sempre pensato solo alla storia e a dove sapevamo di volerla finire", sebbene l'annuncio di una seconda stagione fosse incluso a metà dei titoli di coda come "un divertente cenno a qualcosa che la Marvel fa così bene".

### Design
Lo scenografo Kasra Farahani si è ispirata ai fumetti per la Cittadella alla Fine dei Tempi, facendo scolpire la Cittadella in situ dall'asteroide, similmente a Petra in Giordania, realizzata con "questa pietra nera con abbellimenti di venature d'oro"; l'oro doveva rappresentare "un tipo di tecnologia inconoscibile" poiché le scoperte scientifiche hanno dimostrato che gli asteroidi sono in grado di contenere "un'insondabile quantità di metalli preziosi ed elementi rari". All'interno, la Cittadella è per lo più abbandonata, ad eccezione dell'ufficio di Colui che rimane, in modo da riflettere "questa figura triste e solitaria che si aggira in un grande spazio vuoto" che ha deciso di abitare solo nel suo ufficio. Farahani costruì sculture alte più di tre metri ritraenti sentinelle del tempo che reggono ciascuna metà di una clessidra, seguite da "un elaborato apparato per misurare il tempo in cui la stanza stessa funge da orologio"; tali elementi avevano lo scopo di rivelare lentamente chi si trovava nella Cittadella senza dirlo esplicitamente al pubblico. L'ufficio di Colui che rimane è stato difficile da costruire per Farahani e il suo team, che hanno aggiunto fonti di luce nella stanza perché si supponeva fosse formata in situ, suggerendo in definitiva una nebulosa fuori dalla finestra per fornire una luce esterna, insieme al bagliore emesso del camino. L'architettura della Cittadella è stata ispirata dal Castello Hearst; Farahani riteneva che Colui che rimane lo avesse costruito, attingendo da "grandi stili architettonici assortiti" per crearlo. Herron paragonò il progetto di Farahani a "una specie di spazio polveroso e fatiscente del Sunset Boulevard".
Herron sentiva che il set della Cittadella avesse aiutato la performance di Majors nel presentare Colui che rimane come "la versione estroversa, ma anche introversa, di qualcuno che vive da solo e parla solo con un orologio animato". Il costume di Colui che rimane è stato realizzato utilizzando elementi di varie epoche, come un mantello vittoriano, scarpe di Gengis Khan e pantaloni mongoli, con una parte del pettorale che evoca Immortus. Herron paragonò il suo costume a un pigiama, data la loro natura "comoda". Per la TVA mostrata alla fine, Farahani si è assicurato che fosse uguale a quella presentata in tutti gli episodi precedenti, per aiutare a "ritardare la comprensione del pubblico e di Loki che si trovavano in un posto diverso". Questa TVA ha anche una statua di Colui che rimane al posto dei tre Custodi del Tempo, con Farahani che ha lavorato con il team di sviluppo visivo per creare l'aspetto e il design del personaggio.

### Riprese
Le riprese si sono svolte ai Pinewood Atlanta Studios di Atlanta, Georgia, con la regia di Herron, e Autumn Durald Arkapaw come direttore della fotografia. Le riprese in esterni si sono svolte nell'area metropolitana di Atlanta, compreso l'Atlanta Marriott Marquis, utilizzato per il quartier generale della Time Variance Authority. Le scene di Loki al Time Theatre dopo che Sylvie lo ha tradito sono state le prime ad essere girate quando la produzione riprese dalla pausa, con Hiddleston che credeva che queste scene fossero un punto "intenso" in cui ricominciare. Majors ha filmato la sua parte durante l'ultima settimana di riprese della serie, coordinandosi con i suoi impegni per il film The Harder They Fall (2021), che era in fase di riprese in New Mexico . Majors ha ritenuto che fosse difficile prepararsi per Loki mentre era l'attore principale di The Harder They Fall. Per aiutare Majors, Herron ha diretto delle letture del copione tra lui, Hiddleston e Di Martino su Zoom  Herron ha anche permesso a Majors di improvvisare battute e movimenti.
Di Martino ha ritenuto che il combattimento tra Sylvie e Loki fosse "molto più emozionante" del loro scontro all'inizio della stagione, dicendo che sembrava una "scena di rottura", dicendo: "Era il litigio che hai quando lasci qualcuno. Ed è molto doloroso perché tieni a questa persona, ma non puoi stare con lei per qualche motivo." L'ultima scena dell'episodio, con Loki che si rende conto di essere in una TVA diversa, è un riferimento alla fine di Il pianeta delle scimmie (1968).
L'episodio si apre con una sequenza che presenta vari audio d'archivio di progetti precedenti del MCU e di persone reali, incluse le voci di Sam Wilson, Hope van Dyne, T'Challa, Scott Lang, Natasha Romanoff, Peter Quill, Thor, Steve Rogers, Hank Pym, Carol Danvers, Loki, Korg, Classic Loki, Visione, Sylvie, Alan Watts, Neil Armstrong, Greta Thunberg, Malala Yousafzai, Nelson Mandela, Ellen Johnson Sirleaf e Maya Angelou; si tratta di un omaggio al film Contact (1997).  Anche due buchi neri presenti nella sequenza sono stati ispirati dal film Contact. Herron definì la sequenza "in continua evoluzione" e inizialmente aveva suggerito di usare "suoni della Terra" che diventano "citazioni della storia" quando l'immagine entra nella sequenza temporale. Questa versione è stata mostrata a Feige e agli altri dirigenti dei Marvel Studios, che hanno apprezzato l'inclusione delle voci, in quanto Feige che ha notato che lo studio non aveva mai incluso le voci dell'MCU nella loro scena di apertura prima. Ciò ha portato Herron e la sua squadra addetta al sonoro a trovare delle citazioni abbinate a quando appare il loro personaggio, con i suoni che si espandono per l'intera sequenza come un modo per "passare alla fase precedente" ed essere "un riassunto del caos dell'universo da cui è circondato Colui che rimane". Herron ha anche lavorato con il Disney Diversity Team per selezionare delle voci del mondo reale. La montatrice dell'episodio, Emma McCleave, e la sua assistente, Sara Bennett, hanno svolto un ruolo cruciale nella creazione dell'apertura. La linea temporale, originariamente presentata come una linea retta nella serie, si rivela circolare alla fine della sequenza, una rivelazione che Herron paragona alla Terra ora considerata sferica anziché piatta , poiché "alla TVA la conoscenza della linea temporale è sempre stata [come] una linea retta".
Gli effetti visivi per l'episodio sono stati creati da Trixter, Luma Pictures, Cantina Creative, Crafty Apes, Method Studios, Lola Visual Effects e FuseFX.  L'episodio e la stagione sono stati completati il 20 giugno 2021. 

## Colonna sonora
La sequenza di apertura presenta It's Been a Long, Long Time di Harry James, già presentata in Captain America: The Winter Soldier (2014) e Avengers: Endgame (2019), e la canzone di Bollywood Swag Saha Nahi Jaye da Happy Phirr Bhag Jayegi (2018), cantato da Sohail Sen e Neha Bhasin. La colonna sonora della compositrice Natalie Holt fa riferimento a Twilight of the Gods di Mark Mothersbaugh da Thor: Ragnarok (2017).

## Promozione
Dopo l'uscita dell'episodio, la Marvel ha annunciato dei prodotti ispirati alla puntata come parte della sua promozione settimanale "Marvel Must Haves" per ogni episodio della serie, inclusi gioielli, vestiti, poster e accessori. Ha pubblicato anche un poster promozionale contenente una citazione dall'episodio.

## Distribuzione
Per tutti i tempi. Sempre. è stato distribuito su Disney+ il 14 luglio 2021. L'episodio, insieme al resto della prima stagione di Loki , è stato pubblicato su Ultra HD Blu-ray e Blu-ray il 26 settembre 2023.

## Accoglienza

### Ascolti
Secondo Samba TV, l'episodio è stato visto da 1,9 milioni di famiglie statunitensi dal 14 al 18 luglio, superando i finali di WandaVision (1,4 milioni) e The Falcon and the Winter Soldier (1,7 milioni). Nei primi cinque giorni dall'uscita, ha registrato picchi di spettatori anche nel Regno Unito (300.000 famiglie), Germania (96.000) e Australia (12.000), superando anche lì i finali di WandaVision e The Falcon and the Winter Soldier.

### Critica
Sull'aggregatore di recensioni  Rotten Tomatoes ha riportato un indice di gradimento dell'89% con un punteggio medio di 7,9 su 10 basato su 28 recensioni. Il consenso critico del sito recita: "Stabilizzato da un trio di grandi performance, Per tutti i tempi. Sempre. chiude il primo capitolo di Loki con un finale emozionante che ha importanti implicazioni per il multiverso."
Alan Sepinwall di Rolling Stone è rimasto "allo stesso tempo elettrizzato e sgomento" dall'apparizione di Majors nell'episodio, notando che l'introduzione del cattivo principale della serie nell'episodio finale era "una pessima struttura narrativa", e che "per un breve momento sembrava che tutto ciò che c'era di così speciale e attraente nei confronti di Loki fosse stato messo da parte per promuovere un nuovo cattivo per il grande schermo". Inoltre, credeva che gran parte dell'episodio avrebbe dovuto essere "inguardabile" perché aveva un'esposizione pesante. Tuttavia, la "performance profondamente strana" di Majors è servita al materiale, garantendo "un debutto grandioso" per il personaggio. Sepinwall credeva che, se il finale fosse stato esaminato "come preparazione per più [stagioni di] Loki, oltre a consentire agli spettatori dell'MCU di abituarsi a una versione di Kang, Per tutti i tempi. Sempre. è stata una conclusione imperfetta ma affascinante di un capitolo della storia di Loki, piuttosto che dell'intera graphic novel", affermando fosse il migliore dei tre finali MCU rilasciati fino a quel momento.
Joanna Robinson di Vanity Fair concorda sul fatto che l'episodio rappresenti il miglior finale della serie MCU Disney+ e ha notato forti allusioni e collegamenti alla serie Lost e al film Seven (1995). Come Sepinwall, anche Robinson ha ritenuto che la rivelazione di Kang non avrebbe dovuto funzionare e ha notato la grande quantità di esposizione nell'episodio, affermando "Non c'è assolutamente alcuna possibilità che questo episodio avrebbe funzionato se non fosse stato per la Marvel che ha assunto un attore così godibile e imprevedibile come Majors", paragonandolo al Jim Moriarty di Andrew Scott in Sherlock. Era anche contenta che il finale non presentasse una qualche grande scena d'azione in CGI nel terzo atto, per concentrarsi sui personaggi e sul fattore emotivo, "mantenendo la posta in gioco della fine del mondo sorprendentemente personale".
Simon Cardy di IGN ha dato all'episodio un 9 su 10, affermando che "il finale di stagione ha tenuto il meglio per ultimo mentre continua il suo viaggio, ambientando grandi eventi che alterano l'universo su un piccolo palco. È un culmine di temi, legami tra personaggi e promesse che si traducono in un'esperienza di quaranta minuti coinvolgenti ma inaspettatamente sottostimati. Una scrittura fantastica e una straordinaria performance d'esordio si combinano per creare un episodio televisivo che dovrebbe cambiare un universo (o multiverso) per sempre. Ha aggiunto che vedere Majors apparire per la prima volta è stata una "rivelazione discreta ma di grande impatto", elogiando la "scrittura stellare" e la recitazione di Majors che trasudava "l'energia demenziale del Willy Wonka di Gene Wildercon il terrore di fondo del detective Alonzo di Denzel Washington in Training Day (2001). Cardy ha criticato il materiale relativo alla TVA, in particolare con Renslayer, ritenendo che fosse rimasta "un personaggio criptico, ma non in un modo particolarmente divertente". Scrivendo per The AV Club, Caroline Siede ha detto: "Il finale della prima stagione di Loki non intreccia insieme tutti i fili della stagione, ma li butta dalla finestra e inizia un nuovo arazzo. È una mossa audace che rende l'episodio avvincente e il finale più inaspettato del MCU, anche se è senza dubbio una non-conclusione estremamente insoddisfacente della stagione televisiva che abbiamo appena guardato". Sebbene Siede abbia notato che gli spettatori che non avevano familiarità con il casting di Majors per il ruolo di Kang sarebbero rimasti confusi durante l'episodio, ha ritenuto che funzionasse sia per loro che per gli spettaori che si aspettavano un'apparizione di Kang in qualche forma, con Majors che ha dato un "meravigliosamente prestazione capricciosa"; ha dato all'episodio un "B +".
Richard Newby di The Hollywood Reporter ha dichiarato: "In un episodio che amplia la portata delle possibilità narrative e arriva al cuore dei personaggi principali, il finale della prima stagione riesce a trovare il perfetto equilibrio tra stranezze dei fumetti e studi significativi sui personaggi". David Opie di Spy ha criticato l'introduzione di Colui che rimane, dicendo che "è saltato fuori dal nulla" per chi non legge i fumetti, ritenendo che "tematicamente, un'altra variante di Loki sarebbe stata un cattivo molto più soddisfacente" poiché ciò costringerebbe Loki "a confrontarsi con se stesso e con le sue nozioni su cosa significhi essere buono", ritenendo che la sua caratterizzazione fosse "trascurata solo per portare avanti la storia nel modo in cui la Marvel ritiene opportuno".